# Sphedanus undatus
Sphedanus undatus là một loài nhện trong họ Pisauridae. Chúng được Tord Tamerlan Teodor Thorell miêu tả năm 1877.